# Occipitallob

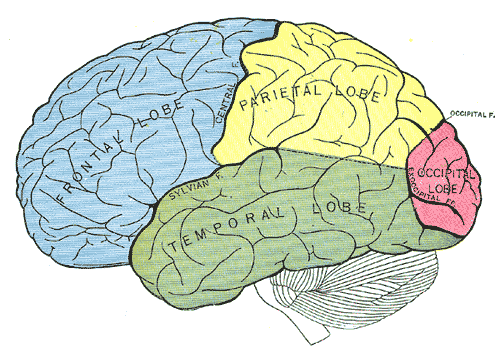
Occipitalloben är markerad med rosa färg

Occipitalloben, nackloben eller lobus occipitalis är den del av hjärnan som är hem för synbarken och är därav den del av hjärnan som främst hanterar visuella intryck och processer genom att hjälpa till att bearbeta information från ögat så att vi kan förstå vad vi ser. Den är belägen i storhjärnsbarkens allra bakersta del. Skador på occipitalloben kan leda till en nedsatt förmåga att förstå och tolka synintryck på olika sätt. Detta, i sin tur, kan till exempel leda till skotom, som kan förklaras som "blinda fläckar" i synfältet.
Occipitalloben kallas även för nackloben, på samma sätt som frontalloben, parietalloben och temporalloben kan kallas för pannlob, hjässlob respektive tinninglob. Användning av de latinska benämningarna för samtliga lober brukar vara att föredra då dessa erbjuder behändiga adjektiv att använda vid behov, till exempel occipital eller frontal.

## Anatomi
Occipitalloben utgör den bakersta delen av storhjärnans bark. Närmast angränsar den till parietalloben upptill, från vilken den skiljs åt av hjäss-nackfåran (lat. sulcus parietooccipitalis, eng. parietal-occpital sulcus) samt temporalloben i nerkant. Skiljelinjen mellan occipitalloben och temporalloben är dock inte lika tydlig vilket ibland har lett till förvirring kring occipitallobens exakta kapacitet och begränsning.

Animation av Occipitallobens placering i ett kranium.

Den visuella barken (Brodmann areor 17, 18 och 19) är det område som främst upptar plats i occipitalloben. På sent 1960-tal var man starkt övertygad om att visuella cortex var hierarkiskt organiserat, visuella intryck tog alltså avstamp i area 17 för att fortsätta till area 18 och senare area 19. Idag anses dock denna hierarki vara en något förenklad version av verkligheten. Den hierarkiska modellen har utvecklats till att påvisa ett flertal mer komplexa kopplingar mellan de olika hierarkiska nivåerna.
Den primära visuella barken, som även brukar kallas för V1, är den del av visuella cortex som tar emot flest impulser från thalamus. V1 kan förmedla information vidare till alla andra occipitala regioner och är den översta nivån i den visuella hierarkin. V1 är belägen allra längst bak i occipitalloben.
Närmast angränsar V1 till V2, som är den andra nivån i den visuella hierarkin. V2 är ett område som också kan projicera information till samtliga occipitala regioner.
Andra områden som är anatomiskt belägna i V1 och V2:s närhet är bland annat V4 och V8, som brukar hänvisas till som färgregioner. De distinkta visuella barkområdena har fått sina benämningar efter den ordning som de upptäckts i. Dessutom brukar V1 också benämnas som den striatala barken, där striatal hänvisar till V1:s randiga skiktning vid tvärsnitt. Angränsande barkområden, till exempel V2, V3, V4 och så vidare, kallas för prestriatala barkområden på grund av deras positionering framför den striatala barken.
Occipitala strukturer utgör dock endast början av hjärnans visuella processer. Tre utflöden, med utgångspunkt i V1, har identifierats som banor via vilka utgående information färdas från primära visuella cortex till andra delar av storhjärnans bark. Dessa tre utflöden är:
1. Dorsalströmmen
2. STS-strömmen
3. Ventralströmmen

Via dorsalströmmen färdas information från V1 genom parietalloben. På samma sätt färdas information via STS-strömmen och ventralströmmen, via övre respektive undre temporalloben. Samtliga utflöden sammanstrålar till sist i frontallobernas främre delar.

## Visuella processer
V1 och de angränsande prestriatala barkområdena fyller olika funktioner, där aktivitet i V1 är primär och därmed mer grundläggande för vår visuella förmåga.
De flesta av impulserna från ögat till den primära synbarken, V1, kommer från synfältets centrala delar. De centrala delarna är de som förmedlar det skarpa seendet. De bakre delarna av V1 hanterar detta centrala detaljseende medan de främre delarna hanterar impulser från ögats periferi.
Intresse för synfältets organisation kan vara nyttigt då en noggrann mätning av synfälten kan ge om var en occipital hjärnskada kan ha inträffat.
V1 fungerar lite som en karta över ögats retina, vilket innebär att särskilda områden i retinan har ett tillhörande bestämt nervscellskluster i den primära synbarken.
Varje enskild nervcell i den primära synbarken aktiveras således endast av stimulis (ljus) i en särskild del av synfältet. För att en cell i V1 ska aktiveras måste stimulis befinna sig på rätt plats i synfältet, annars aktiveras angränsade cell istället.
Att de receptiva fälten i synfältet och i den primära synbarken är så pass exakta och känsliga är en förutsättning för exakt visuell lokalisation och granskning av detaljer kopplade till form och färg. Dessutom är de också en förutsättning för förmågan att framkalla minnen av konkreta ting. 
Den information som V1 skiljer ut och analyserar skickas därefter till V2. Bearbetningen av information fungerar ungefär på samma sätt i V2 som i V1, med undantaget att V2 kan överblicka mindre exakta delar av synfältet och kan utföra integration mellan former, lägen, färger, konturer och orientering i större utsträckning.
Resterande prestriatala barkområden hanterar varseblivning av olika dess slag. V3 ansvarar för varseblivning av form och mönster, V4 ansvarar för färgupplevelser och V5 samt V6 ansvarar för varseblivning kopplat till rörelser och deras riktningar.

### Olika visuella funktioner
En sak som är säker är att synen besitter olika funktioner som i olika situationer ter sig annorlunda från varandra. Synen är inte ensamt enhetlig process utan utgörs snarare av ett flertal specifika former av bearbetning. Dessa definieras oftast som fem stycken generella kategorier. Den första är syn till handling (eng. vision for action) som bland annat hanterar processer som krävs att kunna utföra en specifik rörelse och den andra brukar benämnas som handling till syn (eng. action for vision) och är mer av en top-down process där människan aktivt söker efter endast en välkänd del av ett visuellt objekt och sedan fokuserar enbart på den. De resterande tre kategorierna är visuell igenkänning (eng. visual recognition), visuellt utrymme (eng. visual space) och visuell uppmärksamhet (eng. visual attention). Dessa fem system hanterar alltså funktioner och aktioner kopplade till särskilda typer av visuella stimulis. 

## Skador och defekter
För att förstå skador och defekter kopplade till synbarken kan det vara viktigt att påminnas om att den vänstra delen av varje öga skickar impulser till den högra delen av hjärnan, och den högra delen av varje öga skickar impulser till den vänstra delen av hjärnan. Detta leder till att en skada på V1 i såväl den högra som den vänstra hemisfären påverkar synen i båda ögonen. 
Dessutom finns olika delar av synfältet topografiskt representerade i olika delar av V1, vilket innebär att skador på särskilda områden i V1 leder till att specifika delar av synfältet drabbas.
Skador på synbarken i occipitalloben innebär att individen drabbas av "blinda fläckar" - skotom- i synfältet. Absolut skotom innebär att synen är totalt förlorad medan relativt skotom innebär att endast delar av synfältet har förlorats.
Ett exempel på ett skotom är hemianopsi. Anopsi innebär bortfall av synfältet och kan ta sig uttryck på ett antal olika sätt. En vanlig variant är det som kallas homonym hemianopsi (homonym=liksidig, hemi= halv, anopsi= synfältsbortfall), vilket innebär att halva synfältet åt höger eller åt vänster saknas på båda ögonen, dvs hjärnan får inget synintryck från vänster eller höger del av synfältet. En annan variant är homonym kvadrantanopsi. I detta fall drabbas en kvadrant av synfältet, på båda ögonen. 
En hjärnskada lokaliserad efter synnervskorsningen ger alltid liksidig påverkan på båda ögonen. Innan synnervskorsningen påverkas istället 1 öga. 
Hemianopsi kan dels orsakas av interna skador på visuella cortex, men de kan också orsakas av direkta, yttre skador på ögats retina eller synnerven.
Skador på V4 påverkar färgseendet och leder till personen endast kommer kunna se i gråa nyanser.

### Visuell agnosi
Tillståndet agnosi syftar till en oförmåga att förstå, känna igen, och tolka syn-, hörsel- eller känselintryck och orsakas av en skada i hjärnbarken. Den typ av agnosi som drabbar synen kallas för visuell agnosi.
Det finns olika typer av visuell agnosi, som tar sig uttryck på ett antal olika sätt. Apperceptiv agnosi, som kännetecknas av en oförmåga att känna igen föremål eller stimulis trots normal synskärpa, normal ljushetsdiskrimination och normalt färgseende, och associativ agnosi, som kännetecknas av en oförmåga att känna igen föremål eller stimulis men en förmåga att ändå kunna teckna en kopia av nämnda objekt. Dessa två typer kan kategoriseras som traditionella typer av visuell agnosi.
Andra exempel på visuell agnosi som brukar falla under kategorin "övriga" är prosopagnosi (oförmåga att känna igen ansikten), stereoagnosi (avsaknad av 3-D-seende), akromatopsi (oförmåga att se färger), akinetopsi (oförmåga att identifiera rörelser) samt optisk ataxi (oförmåga att visuellt leda rörelser mellan till exempel öga och hand).